# Talorgan II
Talorgan II, també conegut amb el nom de Talorgan mac Unuist, va ser rei dels pictes del 780 al 782 o del 782/783 al 784/785.
Els historiadors Marjorie Ogilvie Anderson, W. A. Cumming i James E. Fraser estan d'acord en considerar-lo fill d'Óengus I. Si fos així seria el primer rei picte que hauria accedit al tron succeint al seu pare.
El 782 els Annals d'Ulster parlen de la desaparició d'un rei picte: Dub Tholargg rex Pictorum citra Monoth, és a dir "Tholargg el Negre rei dels pictes d'aquest costat del Mounth" (els Monts Grampians). S'ha identificat Talorgan II amb un dels dos sovirants homònims mencionats a les llistes de la Crònica picta: Talorgan mac Drust i Talorgan mac Unuist.
W. A. Cummins a la seva obra de 1998 The Age of the Picts estima que les llistes de la Crònica picta registren entre la mort d'Alpin mac Uuroid en 778 o 780 i l'expulsió de Canaul mac Tarla el 789, els 4 reis següents:
- Drest mac Talorgan, durant 1 any.
- Talorgan mac Drust o Drostan, durant 4/5 anys.
- Talorgan mac Unuist, durant 2 ½ anys.
- Canaul mac Tarla 5 anys fins al 789.[3]

En aquest context la durada total dels regnats és superior als anys disponibles entre els dos esdeveniments datats pels annalistes irlandesos. W.A. Cummins va proposar, doncs, la successió següent: Drest mac Talorgan el 778, Talorgan mac Drest (identificat amb Dub Talorgg) de 779 al 782/783 i Talorgan mac Óengus de 783 al 784/785.
Més recemment, James E. Fraser estima que els tres reis no s'haurien succeït l'un a l'altre si no que haurien governat alhora un a cada "costat del Mounth": Talorgan mac Unuist, que Fraser l'identifica amb Dub Tholargg, hauria governat 2 anys i mig a un costat del Mounth (780-782) i hauria compartit inicialment el regne amb el seu cosí Drest mac Talorgan de l'altre costat del Mounth (780-781), i després amb Talorgan mac Drust durant 4/5 anys de 781 al 785.fn